# Ligne 6 du métro de Montréal
Pour les articles homonymes, voir ligne 6.
La Ligne 6 du métro de Montréal est une ligne projetée de 1979 à 1985 pour prolonger le réseau montréalais. Abandonnée avant d'être réalisée, cette ligne en surface de « métro régional  » devait desservir l'est de l’île de Montréal.

## Histoire
La desserte du nord-est de l’île de Montréal par le métro est envisagée dès les premiers plans d’aménagement en 1961. Une ligne nord-sud est proposée en 1970, puis un prolongement de la ligne 5 (bleue) vers le nord en 1972.

### Train express
Début 1975, des représentants des banlieues à l'est de Montréal, s'estimant écartées du projet de liaison express aéroportuaire TRRAMM, proposé par le ministère des transports du Québec (MTQ), remettent au gouvernement une étude qu'ils ont menée. La firme Paul, Renaud, Dorval et Associés propose de connecter au TRRAMM un train rapide joignant LAssomption à la Gare centrale en passant par Repentigny, Pointe-aux-Trembles, Rivière-des-Prairies, Montréal-Nord et Mont-Royal. Le rapport du bureau d’étude du TRRAMM ignorant les demandes de l'est, l'opposition s'empare de la question.
En 1975, le projet TRRAMM est révisé et inclus dans un projet élargi de Réseau express métropolitain (REM) proposant notamment une ligne vers Repentigny. À la suite des élections générales de novembre 1976, le projet REM est abandonné par un nouveau gouvernement, désireux de limiter les dépenses et l’étalement urbain.

### Ligne 6

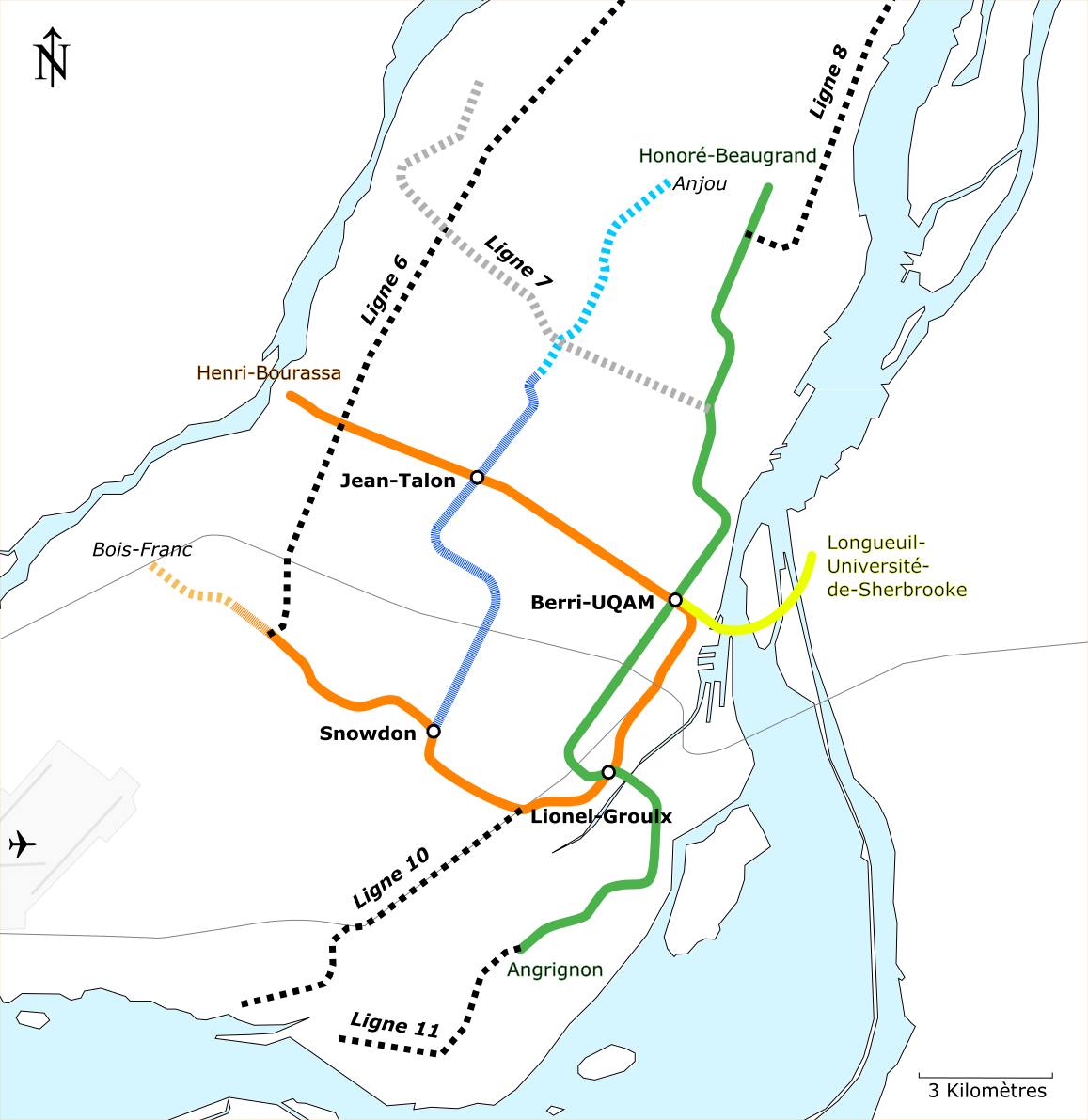
Lignes de métro et prolongements proposés par le MTQ en 1981 (ligne 6) et la CUM en 1984 (lignes 7,8,10 et 11).

En décembre 1979, le MTQ, devenu principal financier des travaux de prolongements du métro, adopte un plan de transport intégré pour la région de Montréal (plan De Belleval) et propose que la ligne 5 aille vers Anjou et donc que la desserte de Montréal-Nord soit assurée par une nouvelle ligne de « métro régional  » reliant la gare centrale à Repentigny. Au début de l’année 1981, le plan est modifié pour rabattre la sixième ligne vers la station Du Collège sur la ligne 2 (orange) du métro, plutôt qu'au centre-ville, et son autre extrémité est raccourcie à Pointe-aux-Trembles.
En 1982, le MTQ espérait que la ligne soit mise en service avant 1989 sur 23,3 kilomètres de voies du Canadien National. Elle devait avoir 11 stations avec croisement de la ligne 2 et correspondance aux stations Du Collège et Sauvé (ainsi qu'avec la ligne de banlieue Deux-Montagnes modernisée). La ligne devait parcourir le nord de l'île desservant les villes de Saint-Laurent, Ahuntsic, Saint-Michel, Montréal-Nord, Rivière-des-Prairies et Pointe-aux-Trembles.

### Abandon du projet
En mars 1983, les acteurs locaux, soit la CTCUM et le Bureau de Transport métropolitain (BTM), s'opposent à la ligne 6 et proposent, en septembre de la même année, une ligne 7 pour desservir Montréal-Nord ainsi qu'un premier système léger sur rail (SLR) de la station de métro Radisson jusqu'à Pointe-aux-Trembles (ligne 8), puis deux autres l’année suivante (lignes 10 et 11).
L'opposition du BTM et la conjoncture économique conduisent le MTQ à abandonner la ligne 6 au profit de la ligne 7 en 1985.

## Projet
Contrairement aux autres lignes non construites, 3 (rouge) et 7 (blanche), le projet de ligne 6 ne fut jamais suffisamment élaboré pour se voir attribuer une couleur.

### Matériel roulant
La ligne 6 devait être la première d'une série de nouvelles lignes de « métro régional » élaborées sur le modèle du RER parisien (1969) et BART franciscanais (1972). Bien que la technologie pneumatique soit de rigueur sur les lignes de métro déjà en service, la ligne 6 devait être à adhérence classique « fer-sur-fer » car implantée sur des voies ferrées existantes. Les trains envisagés auraient été formés de voitures de 26 mètres, pouvant atteindre 120 km/h.

### Exploitation projetée
Selon le Ministère des Transports du Québec, les trains devaient se succéder à une fréquence de cinq minutes aux heures d'affluence et à quinze minutes le reste de la journée. La vitesse moyenne escomptée était approximativement le double de la vitesse du métro souterrain. Les rames devaient avoir une composition de quatre voitures aux heures d'affluence et de deux voitures seulement le reste de la journée.

### Liste des stations projetées
Les onze stations du projet :
- station Du Collège (correspondance avec la ligne 2) ;
- Côte-Vertu (correspondance prévue avec la ligne 3, différente de la station Côte-Vertu actuelle) ;
- Sauvé ;
- Papineau ;
- Saint-Michel ;
- Pie-IX ;
- Viau ;
- Lacordaire-Langelier ;
- Armand-Bombardier ;
- Rivière-des-Prairies ;
- Pointe-aux-Trembles.

## Postérité
La ligne Mascouche de train de banlieue, mise en service en 2014, emprunte le trajet de la ligne 6 imaginée en 1979 entre la gare centrale et Repentigny. Si la fréquence du service n'est pas comparable à celle d'un métro régional, l’aménagement des stations l'est, bien qu'il soit réalisé à grand frais.
En 2018, le gouvernement du Québec de même que l'Autorité régionale de transport métropolitain ont annoncé des études de faisabilité afin de prolonger le Réseau express métropolitain vers l'est de Montréal.